# Idris Mbombo
Idris Ilunga Mbombo (Lubumbashi, 1º giugno 1996) è un calciatore della Repubblica Democratica del Congo, attaccante dell'Azam.

## Carriera

### Club
Inizia la carriera nel 2014-2015 nel Kabwe Warriors, con cui realizza numerosi gol nella seconda serie del campionato zambiano di calcio nell'unica stagione in cui milita nel club. Passato allo ZESCO Utd nel 2015, nel 2017 approda all'Al-Shabab, compagine saudita. 
Il 29 agosto 2017 viene acquistato in prestito per un anno dalla squadra albanese del Laçi, con cui scende in campo una sola volta. Nel gennaio 2018, tornato all'Al-Shabab, viene prelevato in prestito dallo Nkana, dove rimane sino all'ottobre 2018. Acquistato dai sudanesi dell'Al-Hilal, veste la maglia della squadra sino alla scadenza del contratto, nel luglio 2019, quando viene ingaggiato dallo Nkana. Nel gennaio 2021 approda all'El-Gouna, club egiziano dove rimane sino al 1º agosto 2021, quando passa all'Azam, squadra tanzaniana.